# بریتیش ایروسپیس
بریتیش ایروسپیس (به انگلیسی: British Aerospace) یک شرکت بریتانیایی سازندهٔ هواگرد و سیستم‌های دفاعی بود. دفتر مرکزی آن در خانه وارویک در مرکز هوانوردی فارن‌بورو در شهر فارن‌بورو، همپشر بود که در سال ۱۹۷۷ شکل گرفت. در سال ۱۹۹۹ شرکت مارکونی الکترونیک سیستمز و بخش سیستم‌های الکترونیک دفاعی و کشتی‌سازی جنرال الکتریک را خریداری کرد تا بی‌ای‌ئی سیستمز شکل بگیرد.

## فهرست محصولات
BAe 146 / Avro RJ
- BAe 146-100
- BAe 146-200
- BAe 146-300
- Avro RJ70
- Avro RJ85
- Avro RJ100

BAC 1-11
- BAC 1-11 Series 200
- BAC 1-11 Series 300
- BAC 1-11 Series 400
- BAC 1-11 Series 500

BAC Vickers VC-10
- BAC Vickers VC-10 Standard
- BAC Vickers VC-10 Super